# Abadia de Fulda
A Abadia de Fulda (em alemão Kloster Fulda), foi um mosteiro beneditino localizado na atual cidade de Fulda, no estado alemão de Hesse. Foi fundado em 744 por Santo Estúrmio, um discípulo de São Bonifácio, e transformou-se num importante centro cultural e artístico da Idade Média. A presença da tumba de São Bonifácio fez da abadia um importante lugar de peregrinação. 
O desenvolvimento da abadia deu origem à cidade de Fulda e também à criação da Diocese de Fulda em 1752.

## História

### Origens
Em 744, Bonifácio de Mogúncia instruiu seu discípulo, Estúrmio, que encontrasse um lugar adequado para a fundação de um mosteiro. Foi elegido um local junto ao rio Fulda, onde começou a ser levantada uma abadia. Para o  território da nova fundação, Bonifácio conseguiu uma doação de Carlomano, soberano daquela região à época.
Em 751, Bonifácio consagrou o altar do Salvador da abadia. Naquele mesmo ano, o Papa Zacarias concedeu ao mosteiro o privilégio de não depender administrativamente de nenhum dos bispados da região. A Abadia de Fulda passou a ser, assim, dependente diretamente do Papado. Bonifácio foi martirizado em 754, e seu corpo foi trazido a Fulda, após passar por Utrecht e Mogúncia. Ali, as relíquias do santo foram objeto de veneração e peregrinação, ajudando a transformar a abadia num centro de grande importância religiosa.

### Abadia de Ratgar
O edifício primitivo da época de Estúrmio começou a ser ampliado nos finais do século VIII pelo abade Baugulf (779-802), que encomendou a obra ao irmão beneditino Ratgar. Ratgar, que foi eleito abade em 802, construiu uma igreja no lado leste e outra do lado oeste, que logo foram unidas por um corpo central c. 817. Seu sucessor, o abade Eigilo (818-822) continuou as obras com a construção de criptas sob as absides da igreja. Em 819, o edifício foi consagrado e o corpo de S. Bonifácio foi transferido ao coro oeste, numa ceremônia presidida pelo arcebispo de Mogúncia.
A igreja, ao ser finalizada, era uma basílica de três naves separadas por colunas. Tinha duas absides, uma do lado oeste e outra do lado leste, sendo uma das primeiras igrejas com esse desenho a serem construídas ao norte dos Alpes. No lado oeste destacava-se o transepto, muito longo. Em frente à entrada da abside leste havia um átrio. Em geral o projeto era semelhante ao da Basílica de São Pedro de Roma.

### Escola monástica
Fulda foi o sítio de uma escola de grande fama na Europa medieval. Estabelecida na época de Estúrmio, cresceu especialmente com Rábano Mauro, que foi abade entre 822 e 842. A escola, aberta tanto para o clero como para os leigos, oferecia a possibilidade de estudar teologia e as sete artes liberais. Entre seus alunos mais importantes estão o próprio Rábano Mauro, Lupo Servato, Valafrido Estrabo, Otfedo de Wissemburgo, Rodolfo de Fulda e os leigos Eginhardo, Bernardo de Itália e Ulrich von Hutten, este último já no século XVI.
A abadia abrigou uma valiosa biblioteca e destacou-se na produção de manuscritos iluminados.

### Crescimento e elevação a diocese
Diversas doações durante a Idade Média aumentaram as terras da abadia no Sacro Império Romano Germânico, com territórios na Saxônia, Turíngia, Lorena, Suábia, Hesse e Baviera. A partir de 968, o abade passou a ser o primaz de todas as casas beneditinas do Sacro Império.
O poder da abadia e a necessidade de manter a independência das dioceses de Mogúncia e Wurzburgo, que eram as suas vizinhas, fizeram que os abades a partir do século XVI tentassem a elevação de Fulda a sede de diocese. Enquanto isso, a abadia fundou em 1572 um seminário e organizava periodicamente sínodos que lhe davam, na prática, um poder de quasi-diocese.
Finalmente, o Papa Bento XIV elevou a abadia a sede de bispado a 15 de outubro de 1752. Antes, entre 1704 e 1712, a basílica do século VIII havia sido substituída por uma grandiosa igreja barroca, projetada pelo arquiteto Johann Dientzenhofer.